# Tchagra tchagra
A Tchagra tchagra a madarak osztályának verébalakúak (Passeriformes) rendjébe és a bokorgébicsfélék (Malaconotidae) családjába tartozó faj.

## Rendszerezése
A fajt Andrew Smith francia ornitológus írta le 1816-ban, a Thamnophilus nembe Thamnophilus tchagra néven.

## Alfajai
- Tchagra tchagra caffrariae Quickelberge, 1967
- Tchagra tchagra natalensis (Reichenow, 1903)
- Tchagra tchagra tchagra (Vieillot, 1816)[2]

## Előfordulása
Afrika déli részén, a Dél-afrikai Köztársaság és Szváziföld területén honos. Természetes élőhelyei a szubtrópusi és trópusi lombhullató erdők, szavannák és cserjések, valamint szántóföldek és másodlagos erdők. Állandó, nem vonuló faj.

## Megjelenése
Testhossza 22 centiméter, testtömege  38-54 gramm.

## Természetvédelmi helyzete
Az elterjedési területe nagyon nagy, egyedszáma pedig növekszik. A Természetvédelmi Világszövetség Vörös listáján nem fenyegetett fajként szerepel.